# 1959 en mathématiques
| Années des mathématiques : 1956 - 1957 - 1958 - 1959 - 1960 - 1961 - 1962    |
| Décennies des mathématiques : 1920 - 1930 - 1940 - 1950 - 1960 - 1970 - 1980 |

Cet article présente les faits marquants de l'année 1959 en mathématiques.

## Évènements
Juillet : premières Olympiades internationales de mathématiques en Roumanie.

## Naissances

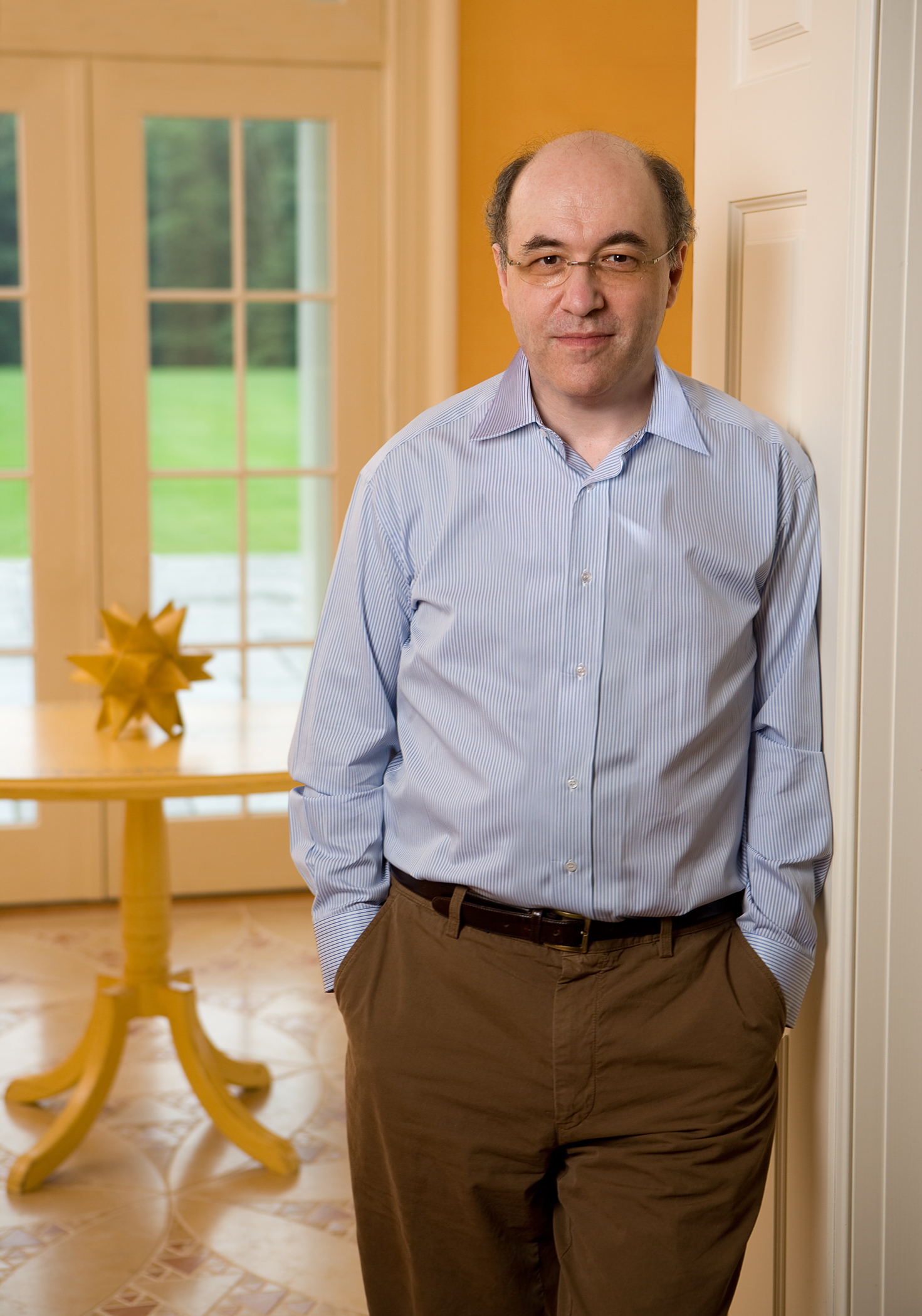
Stephen Wolfram

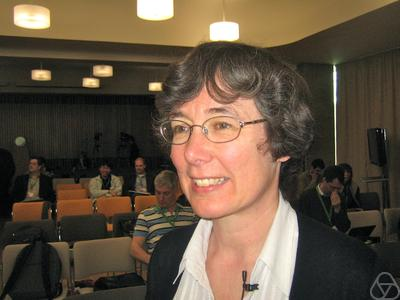
Frances Kirwan

- 15 janvier : Seinosuke Toda, mathématicien et chercheur japonais en informatique théorique japonais
- 11 mars : Lin Fanghua, mathématicien américain d'origine chinoise
- 12 mars : Kenji Fukaya, mathématicien japonais
- 30 mars : Ehud Hrushovski, mathématicien israélien
- 17 avril : Dan Freed, mathématicien américain
- 23 avril : Jean-Yves Chemin, mathématicien français
- 22 mai : Niky Kamran, mathématicien belge-canadien.
- 31 mai : Radomír Špetík, mathématicien tchèque
- 15 juin : YoungJu Choie, mathématicienne sud-coréenne
- 23 juin : Benoît Perthame, mathématicien français
- 13 juillet : Pierre Pansu, mathématicien français
- 24 juillet :
  - Olivier Debarre, mathématicien français
  - Véronique Dehant, mathématicienne belge
- 29 juillet : Christian Lubich, mathématicien autrichien
- 14 août : Peter Shor, mathématicien américain
- 21 août : Frances Kirwan, mathématicienne britannique
- 29 août : Stephen Wolfram, mathématicien britannique
- 6 octobre : John Roe (mort en 2018), mathématicien britannique
- 16 octobre : Philip Maini, mathématicien britannique
- 8 novembre : Huai-Dong Cao, mathématicien chinois
- 10 novembre : Christian Mauduit (mort en 2019), mathématicien français
- 15 novembre : Raphaël Douady, mathématicien français
- 29 novembre : Richard Ewen Borcherds, mathématicien britannique, médaille Fields en 1998
- 11 décembre : Yves André, mathématicien français

- John Greenlees, mathématicien britannique
- Annick Horiuchi, mathématicienne française
- Horng-Tzer Yau, mathématicien américain-taïwanais.

## Décès
- 8 mai : Renato Caccioppoli (né en 1904), mathématicien italien
- 19 juin : Louis Kollros (né en 1878), mathématicien suisse
- 22 juillet : David van Dantzig (né en 1900), mathématicien néerlandais
- 3 août : Jakob Nielsen (né en 1890), mathématicien danois
- 15 octobre : Lipót Fejér (né en 1880), mathématicien hongrois
- 4 novembre : Friedrich Waismann (né en 1896), mathématicien, physicien et philosophe autrichien
- 18 novembre : Alexandre Khintchine (né en 1894), mathématicien russe
- 5 décembre : Mary Newson (née en 1869), mathématicienne américaine
- 6 décembre : Erhard Schmidt (né en 1876), mathématicien allemand
- Date précise inconnue : Hermann Vermeil (né en 1889), mathématicien allemand.